# Cazorla (kommunhuvudort)
Cazorla är en kommunhuvudort i Spanien. Den ligger i provinsen Provincia de Jaén och regionen Andalusien, i den södra delen av landet, 280 km söder om huvudstaden Madrid. Cazorla ligger 809 meter över havet och antalet invånare är 8 039.
Terrängen runt Cazorla är huvudsakligen kuperad, men söderut är den bergig. Runt Cazorla är det ganska glesbefolkat, med 34 invånare per kvadratkilometer. Cazorla är det största samhället i trakten. 